# Arquidiócesis de Southwark
La arquidiócesis de Southwark (en latín: Archidioecesis Southvarcensis y en inglés: Roman Catholic Archdiocese of Southwark) es una circunscripción eclesiástica de la Iglesia católica en el Reino Unido. Se trata de una arquidiócesis latina, sede metropolitana de la provincia eclesiástica de Southwark. Desde el 10 de junio de 2019 su arzobispo es John Wilson.

## Territorio y organización
La arquidiócesis tiene 4596 km² y extiende su jurisdicción sobre los fieles católicos de rito latino residentes en:
- los boroughs del Gran Londres situados al sur del río Támesis: Bexley, Greenwich, Bromley, Croydon, Lewisham, Southwark, Lambeth, Wandsworth, Merton, Sutton, Kingston upon Thames y la mitad oriental de Richmond upon Thames;
- el condado de Kent;
- la autoridad unitaria de Medway.

La sede de la arquidiócesis se encuentra en la ciudad de Londres, en donde se halla la Catedral de San Jorge, localizada en el municipio de Southwark. El edificio original, diseñado por el arquitecto inglés Augustus Pugin e inaugurado en 1848, fue la primera catedral católica construida en el Reino Unido después de la Reforma anglicana. Aunque gran parte de la catedral fue destruida por los bombardeos en 1941 durante la Segunda Guerra Mundial, parte del plan original se mantuvo e incorporó a la catedral reconstruida, que reabrió sus puertas en 1958. En el territorio diocesano se encuentran las catedrales de Canterbury y de Rochester, que desde la Reforma protestante pertenecen a la Iglesia anglicana. En Faversham se encuentra el santuario nacional de San Judas.
La arquidiócesis tiene como sufragáneas a las diócesis de: Arundel y Brighton, Plymouth y Portsmouth.
En 2022 en la arquidiócesis existían 175 parroquias agrupadas en 20 decanatos (13 en Londres y 7 en Kent), a su vez agrupados en 3 áreas pastorales: South-West London, South-East London y Kent.

## Historia
La diócesis de Southwark fue erigida el 29 de septiembre de 1850, simultáneamente con la restauración de la jerarquía católica en Inglaterra y Gales, con el breve Universalis Ecclesiae del papa Pío IX, obteniendo el territorio del vicariato apostólico del Distrito de Londres (hoy arquidiócesis de Westminster). Originalmente era sufragánea de la arquidiócesis de Westminster.
El 19 de mayo de 1882 cedió una parte de su territorio para la erección de la diócesis de Portsmouth mediante la bula Nimiam dioecesis del papa León XIII.
El 28 de mayo de 1965, mediante la bula Romanorum Pontificum del papa Pablo VI, cedió otra porción de su territorio para la erección de la diócesis de Arundel y Brighton y al mismo tiempo fue elevada al rango de arquidiócesis metropolitana.

## Estadísticas
Según el Anuario Pontificio 2023 la arquidiócesis tenía a fines de 2022 un total de 399 000 fieles bautizados.
| Año                                                                             | Población            | Población | Población      | Sacerdotes | Sacerdotes    | Sacerdotes    | Bautizados por sacerdote | Diáconos permanentes | Religiosos | Religiosos | Parroquias |
| Año                                                                             | Bautizados católicos | Total     | % de católicos | Total      | Clero secular | Clero regular | Bautizados por sacerdote | Diáconos permanentes | Varones    | Mujeres    | Parroquias |
| ------------------------------------------------------------------------------- | -------------------- | --------- | -------------- | ---------- | ------------- | ------------- | ------------------------ | -------------------- | ---------- | ---------- | ---------- |
| 1950                                                                            | 200 000              | 5 000     | 4.0            | 777        | 471           | 306           | 257                      |                      |            |            | 204        |
| 1970                                                                            | 353 502              | 4 320 000 | 8.2            | 556        | 360           | 196           | 635                      |                      | 268        | 1566       | 170        |
| 1980                                                                            | 395 158              | 4 241 000 | 9.3            | 502        | 312           | 190           | 787                      | 1                    | 287        | 1190       | 173        |
| 1990                                                                            | 385 486              | 4 040 000 | 9.5            | 502        | 316           | 186           | 767                      | 37                   | 272        | 989        | 186        |
| 1999                                                                            | 380 979              | 4 048 900 | 9.4            | 449        | 315           | 134           | 848                      | 64                   | 171        | 869        | 186        |
| 2000                                                                            | 383 733              | 4 048 900 | 9.5            | 442        | 319           | 123           | 868                      | 66                   | 146        | 816        | 185        |
| 2001                                                                            | 387 695              | 4 048 890 | 9.6            | 402        | 283           | 119           | 964                      | 70                   | 172        | 656        | 184        |
| 2002                                                                            | 377 726              | 4 048 900 | 9.3            | 401        | 278           | 123           | 941                      | 71                   | 182        | 740        | 183        |
| 2003                                                                            | 376 401              | 4 048 900 | 9.3            | 417        | 299           | 118           | 902                      | 77                   | 176        | 753        | 185        |
| 2004                                                                            | 385 384              | 4 048 900 | 9.5            | 393        | 273           | 120           | 980                      | 78                   | 160        | 705        | 185        |
| 2010                                                                            | 383 265              | 4 440 650 | 8.6            | 418        | 274           | 144           | 916                      | 80                   | 195        | 589        | 181        |
| 2014                                                                            | 390 733              | 4 543 000 | 8.6            | 414        | 274           | 140           | 943                      | 78                   | 193        | 417        | 179        |
| 2017                                                                            | 367 530              | 4 610 910 | 8.0            | 466        | 319           | 147           | 788                      | 84                   | 167        | 425        | 179        |
| 2020                                                                            | 395 600              | 4 932 431 | 8.0            | 450        | 300           | 150           | 879                      | 88                   | 170        | 364        | 175        |
| 2022                                                                            | 399 000              | 4 999 000 | 8.0            | 367        | 263           | 104           | 1087                     | 93                   | 110        | 318        | 175        |
| Fuente: Catholic-Hierarchy, que a su vez toma los datos del Anuario Pontificio. |                      |           |                |            |               |               |                          |                      |            |            |            |

## Episcopologio
- Thomas Grant † (27 de junio de 1851-31 de mayo de 1870 falleció)
- James Danell † (10 de enero de 1871-14 de junio de 1881 falleció)
- Robert Aston Coffin, C.SS.R. † (25 de mayo de 1882-6 de abril de 1885 falleció)
- John Baptist Butt † (26 de junio de 1885-12 de abril de 1897 renunció[nota 2])
- Francis Alphonsus Bourne † (9 de abril de 1897 por sucesión-11 de septiembre de 1903 nombrado arzobispo de Westminster)
- Peter Emmanuel Amigo † (12 de marzo de 1904-1 de octubre de 1949 falleció)
- Cyril Conrad Cowderoy † (12 de diciembre de 1949-10 de octubre de 1976 falleció)
- Michael George Bowen † (28 de marzo de 1977-6 de noviembre de 2003 renunció)
- Kevin John Patrick McDonald (6 de noviembre de 2003-4 de diciembre de 2009 renunció)
- Peter David Gregory Smith † (30 de abril de 2010-10 de junio de 2019 retirado)
- John Wilson, desde el 10 de junio de 2019